# Autsaider cómics
Autsaider Cómics es una editorial española ubicada en Mallorca, dedicada principalmente al cómic alternativo. Publica autores internacionales inéditos en España del underground norteamericano (Kaz y Benjamin Marra), europeo (Mr. Kern, Herr Seele y Kamagurka) o japonés (Yusaku Hanakuma).
Por otro lado, publica autores nacionales de difícil acomodo en otros sellos nacionales: Furillo, Victor Puchalski, Jose Tomás, Le Raúl, Don Rogelio J o Magius.

## Trayectoria editorial
Fundada en 2012 con la idea de dar a conocer autores internacionales inexplicablemente inéditos en castellano y publicar autores españoles que bien por sus temáticas, formatos o estilo, no encajaran en otras editoriales.
Su primera publicación fue ROJO, una caja de cartón tampografiada y seriada que contenía 16 minicómics temáticos relacionados con dicho color. Reunía autores consagrados del tebeo independiente con otros noveles, a fin de aglutinar la escena alternativa. Fue la primera de una serie de cajas coleccionables de numeración cromática a la que surgieron VERDE, MARRÓN y NEGRO.
La primera obra internacional que publicó fue Submundo, de Kaz, de quien a día de hoy la editorial ha editado ya siete títulos.
Además de cómics ha publicado el LP “Somos Droga” de Cabezafuego y varios títulos de narrativa bajo el subsello ADS (Autsaider División Sesuda)

## Premios
En 2015, Cowboy Henk y Nosotros llegamos primero, son nominados a mejor obra internacional y nacional respectivamente en el Salón del Cómic de Barcelona.
En 2015, Furillo, autor de Nosotros llegamos primero, best seller de la editorial, se lleva el premio a la mejor obra aragonesa en los V Premios del Cómic Aragonés del Salón del Cómic de Zaragoza.
En 2016, Sangre Americana de Benjamin Marra es nominada a mejor obra de autor extranjero en Expocómic de Madrid.
También en 2016 comienza a publicar la obra de Victor Puchalski: Kann & the heavymetalords of war, Enter the Kann y La balada de Jolene Blackcountry, por estos dos últimos álbumes fue nominado a autor revelación las ediciones 2017 y 2018 del Salón del Cómic de Barcelona.
En 2021, Magius es nominado a Mejor Obra Nacional por PRIMAVERA PARA MADRID en el Salón Internacional del Cómic de Barcelona
En 2021, Magius gana el Premio Nacional del Cómic por PRIMAVERA PARA MADRID.